# Ratchet & Clank (2016)
Ratchet & Clank is een computerspel voor de PlayStation 4. Het spel is ontwikkeld door Insomniac Games en uitgegeven door Sony Interactive Entertainment. In Noord-Amerika werd het spel uitgebracht op 12 april 2016 en op 20 april 2016 in Europa.
Het is een remake van het eerste spel in de Ratchet & Clank-serie en is gebaseerd op de gelijknamige film uit 2016.

## Spel
Het spel wordt gekenmerkt door zijn grote aantal, al dan niet vernietigende wapens en gadgets, die de speler zal moeten gebruiken om veel vijanden te verslaan en puzzels op te lossen. Dit alles gebeurt op een aantal verschillende planeten in het heelal.
Ondanks dat het spel een remake is, bevat het ook elementen uit andere spellen in de serie. Zo kan de speler ook laag schieten en automatische wapen- en levensupgrades krijgen.
De levels worden in een lineaire manier gepresenteerd, maar de speler kan kiezen uit meerdere paden. Nieuwe planeten kunnen vrijgespeeld worden als eerdere doelen op een andere planeet zijn voltooid.

## Ontvangst
In tegenstelling tot de film waarop het spel is gebaseerd, ontving Ratchet & Clank positieve recensies bij de release, met critici die vooral de algehele gameplay, visuals, wapens, wereldontwerp en bedieningselementen prezen. Ook volgens aggregatiewebsite Metacritic heeft het spel overwegend positieve recensies, waar het een score heeft van 85/100.